# Бургундские войны
Бургундские войны — военный конфликт в 1474—1477 годы между Бургундским герцогством, с одной стороны, и Швейцарским союзом, с другой. Военные действия, начавшиеся в 1474 году, развивались неудачно для герцога Бургундии Карла Смелого и завершились в 1477 году его смертью в сражении при Нанси. В результате Бургундское государство было разделено между королём Франции и династией Габсбургов, а Швейцария укрепила свою независимость и стала в военном отношении одним из сильнейших государств Западной Европы.

## Предпосылки

Франция в 1477 году
Королевский домен
Владения Карла Смелого

Герцогам Бургундским удалось в течение примерно 100 лет установить свое правление в качестве мощной силы между Священной Римской империей и Францией. Объединение региональных княжеств с разным богатством в Бургундское государство принесло новой власти большие экономические возможности и богатство. Фактически, решающим фактором для многих элит в консолидации своих земель была относительно надежная гарантия получения прибыли в условиях экономически стабильного герцогства Бургундского. Их владения включали, помимо их первоначальных территорий Франш-Конте и герцогства Бургундия, экономически сильные регионы Фландрия и Брабант, а также Люксембург.
Герцоги Бургундии обычно вели агрессивную экспансионистскую политику, особенно в Эльзасе и Лотарингии, стремясь географически объединить свои северные и южные владения. Уже будучи в конфликте с французским королем (Бургундия в начале XV в. встала на сторону англичан в Столетней войне, а затем поддерживала Йорков в Войнах роз, когда Генрих VI встал на сторону Франции). Этот конфликт оставил Францию и Англию в ослабленном состоянии, что позволило усилиться Бургундии и французским крупным феодалам. Последствия Чёрной смерти также продолжали влиять на Европу и способствовали сохранению ослабленного общества. В этом контексте важно выделить сильную экономику герцогства, позволявшую продолжать войну с врагами со всех сторон границы. По мнению некоторых историков, чрезвычайно прибыльный регион Нидерландов снабжал герцогство Бургундское достаточными средствами для поддержки геополитических амбиций. В этот период экспансии договоры о торговле и мире были подписаны со швейцарскими кантонами, что способствовало их безопасности от Габсбургов и Франции. Продвижение Карла вдоль Рейна привело его к конфликту с Габсбургами, особенно с императором Фридрихом III.
На востоке герцогство усилило свое влияние на швейцарских соседей, которые своей завоевательной политикой вместе с бургундцами оказали значительное влияние на регион. Стремясь укрепить Швейцарскую конфедерацию и добиться независимости от правления Габсбургов, швейцарские войска получили контроль над габсбургским городом Тургау, чтобы расширить свои границы и влияние Бернцы чаще подвергались нападениям лангобардских наемников Карла Смелого, из-за чего они начали обращаться к своим швейцарским союзникам за помощью в конфликте с Бургундией. Агрессивные действия Карла Смелого в конечном итоге завершились тем, что швейцарцы дали ему прозвище «Турок на Западе».

## Армия Карла Смелого
Карл Смелый скопировал модель первой французской постоянной армии в лице ордонансовых рот, созданной указом французского короля Карла VII в 1445 году. Включив пеших солдат, он улучшил эту модель. Таким образом, бургундское копье включало в себя латника, кутильера, пажа и трех лучников или трех арбалетчиков на лошадях, все всадники, к которым, следовательно, добавлялись кулевриньер, арбалетчик или лучник и пикинёр, все трое на лошадях. Три ордонанса, составленные им: Аббевиля в 1471 г., Боэна в 1472 г. и Сен-Максимина де Трева в 1473 г., наиболее полные, более подробны, чем королевский ордонанс 1445 г., и кодифицируют жизнь компаний и особенно их организацию, их снаряжение, их эмблемы, их движение, их жалованье, их припасы и их праздники. Герцог создал первую полевую артиллерию..

## Ход военных действий

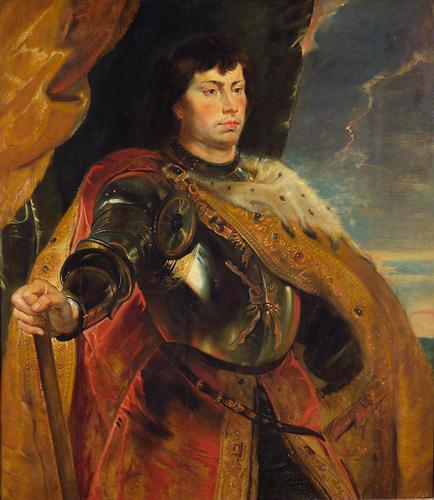
Карл Смелый, герцог Бургундии. Портрет кисти Питера Пауля Рубенса. 1618 г.

Первоначально в 1469 году герцог Передней Австрии и Тироля Сигизмунд заложил свои владения в Эльзасе, Брайсгау, Шварцвальде и Фриктале по Сент-Омерскому договору в качестве лена герцогу Бургундскому за 50 тыс. флоринов, а также заключил с ним союз для защиты своих земель от расширения Швейцарского союза. Участие Карла в событиях к западу от Рейна не давало ему желанной для австрийца возможности напасть на швейцарцев, но проводимая его префектом Петером фон Хагенбахом политика эмбарго против городов Базель, Страсбург и Мюлуз побудила их обратиться к Берну за помощью. Экспансионистская стратегия Карла потерпела первую неудачу, когда его участие в распрях в Кёльнском курфюршестве окончилось неудачной осадой Нойса (1474—1475).
На втором этапе Сигизмунд стремился заключить мирное соглашение со швейцарскими конфедератами, которое в конечном итоге было заключено в Констанце в 1474 году (позже названное Ewige Richtung или Вечное соглашение). Он хотел выкупить свои эльзасские владения у Карла, но тот отказался. Вскоре после этого фон Хагенбах был схвачен и казнен отрубанием головы в Эльзасе, а объединившиеся с эльзасскими городами и Сигизмундом в союз швейцарцы завоевали часть бургундской Юры (Франш-Конте), когда выиграли битву при Эрикуре в ноябре 1474 года. Король Франции Людовик XI присоединился к коалиции по Андернахскому договору в декабре. В следующем году бернские войска завоевали и разорили принадлежавшее союзному бургундцам герцогству Савойскому Во. Берн ранее призывал своих швейцарских союзников к этому шагу для предотвращения расширения Бургундии возле бернских земель, которые были ближе всего к герцогству. Однако другие швейцарские города были недовольны постоянно растущей экспансионистской и агрессивной внешней политикой Берна и в результате изначально не поддерживали Берн. Конфедерация была соглашением о коллективной обороне между швейцарскими кантонами и гарантировала, что в случае нападения на один город другие придут ему на помощь. Поскольку военные действия Берна в Савойе были вторжением, другие члены Конфедерации не имели юридических обязательств приходить на помощь своим бернским союзникам.
В 1474 году экспансионистская политика Бургундии впервые потерпела ряд неудач: осада Нойса провалилась, лотарингские города обратились за военной помощью к Швейцарии, а император Священной Римской империи Фридрих III вынудил своего родственника Сигизмунда Габсбурга отказаться от союза с Бургундией. В том же году Габсбурги заключили мирный договор со Швейцарией в Констанце и военный союз против Бургундии. На требование Сигизмунда разрешить ему выкуп эльзасских земель, Карл Смелый ответил отказом. Более того, бургундские войска под командованием Петера фон Гагенбаха быстро заняли крепости в Эльзасе. В ответ соединённые швейцарско-австрийские войска вторглись во Франш-Конте и в ноябре 1474 года в битве при Эрикуре одержали победу над бургундской армией.

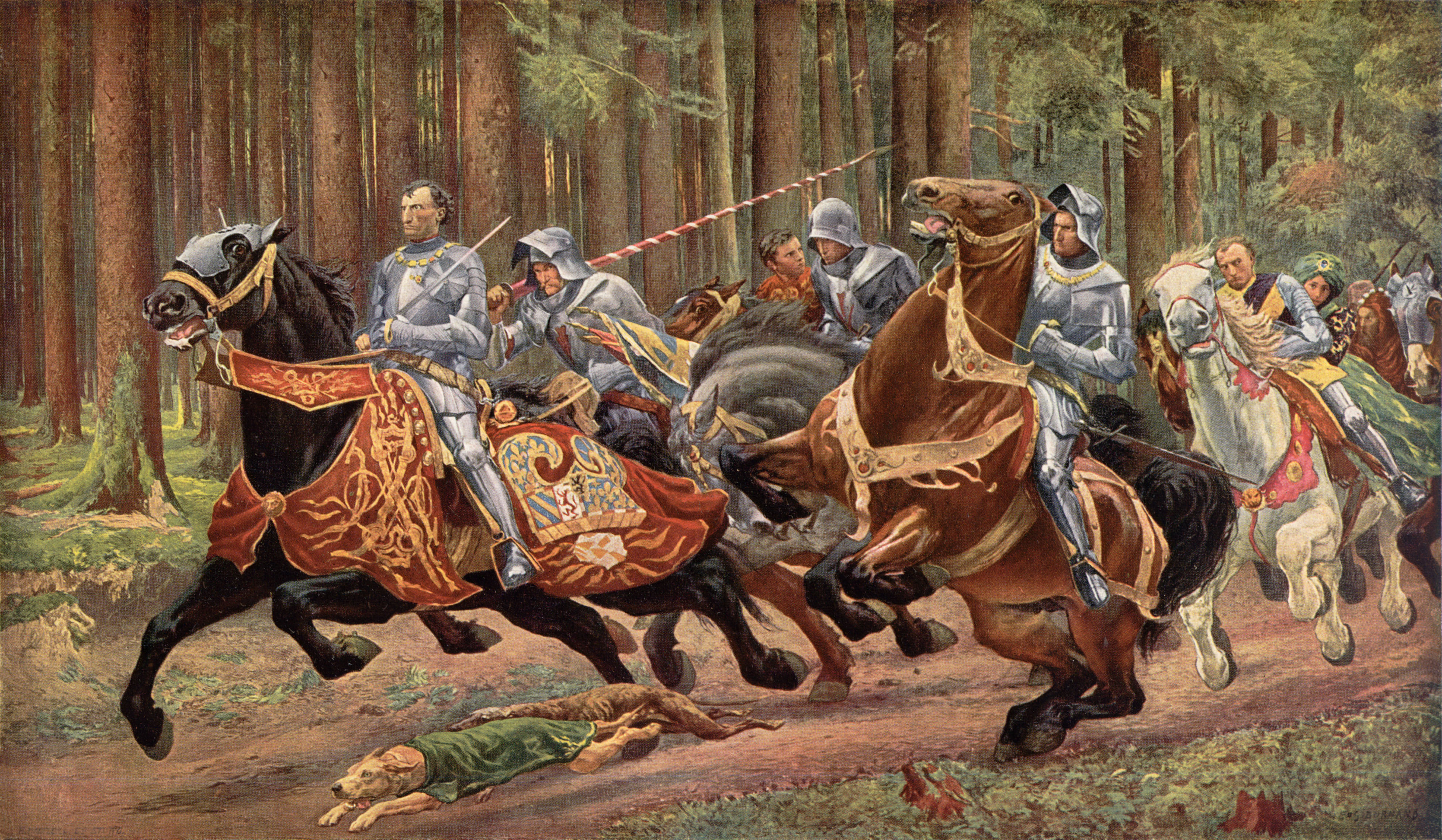
Эжен Бюрнан. «Бегство Карла Смелого». 1894 г.

В 1475 году войска кантона Берн завоевали Во, владение герцога Савойского, союзника Карла Смелого. При поддержке бернцев в Вале восстали городские коммуны, которые разбили савойскую армию в сражении при Планте в ноябре 1475 года и освободили территорию нижнего Вале. В начале 1476 года швейцарцы захватили савойский замок Грансон, но вскоре его осадила армия Карла Смелого. Защитники Грансона капитулировали перед превосходящими силами и были вероломно убиты бургундцами. Подоспевшие войска Швейцарского союза нанесли сокрушительное поражение Карлу Смелому в битве при Грансоне, вынудив герцога бежать с поля боя, бросив свою артиллерию и боеприпасы.
В Вале независимые республики Зибен-Зенден с помощью бернских и других швейцарских войск изгнали савойцев из нижнего Вале после победы в битве на Планте в ноябре 1475 года. В 1476 году Карл нанес ответный удар и двинулся к Грансону, который был захвачен швейцарцами у Жака Савойского, чей гарнизон несмотря на капитуляцию приказал повесить или утопить в озере. Когда через несколько дней прибыло войско союза, герцог потерпел поражение в битве при Грансоне и был вынужден бежать с поля боя, оставив свою артиллерию, много провизии и ценностей. Сплотив свою армию, он получил сокрушительный удар от конфедератов в битве при Муртене. Поскольку потери на бургундской стороне продолжались, Карл Смелый потерял поддержку своих лордов, которые теряли людей и прибыль, и вскоре началось восстание под предводительством герцога Лотарингии Рене II. По мере того как восстание продолжалось, Рене II использовал стратегическое положение своей земли между Северной и Южной Бургундией, чтобы перекрыть связь и подорвать военные возможности соперника. Внутренний конфликт только усложнил войну со швейцарцами и, как следствие, отвлек внимание Карла от них, чтобы заняться более насущным вопросом восстания Рене. Карл Смелый собрал новую армию, но пал в битве при Нанси в 1477 году, в которой швейцарцы сражались вместе с армией Рене II. Военные неудачи Карла Смелого резюмируются распространенной современной швейцарской цитатой: «Карл Смелый потерял свое имущество при Грансоне, свою храбрость при Муртене и свою кровь при Нанси».
Важно отметить, что в конфликт были вовлечены не только две стороны друг против друга, но и внешние силы со своими политическими интересами. Ближе к концу 1476 года союз начал получать послания от папы Сикста IV, призывающие к прекращению войны и подписанию мира между швейцарцами и Карлом. Хотя это казалось мирным разрешением войны, стремление Папы отвлечь внимание Карла от швейцарцев к участию в новом крестовом походе против турок показывает его истинные намерения. Это папское давление в конечном итоге было проигнорировано швейцарцами, которые обещали закончить войну только при уходе бургундцев из Лотарингии. Из современных работ видно, что шпионаж и цензура играли значительную роль в действиях Швейцарии и Бургундии на протяжении всей войны. С обеих сторон были наняты профессиональные шпионы для сбора информации о передвижениях и слабых местах противника. Однако эта профессия оказалась чрезвычайно смертоносной, поскольку некоторые швейцарские города понесли большие потери, а получение информации от противоборствующей стороны оставалось сложной задачей на протяжении всей войны.
Бургундские войны также помогли изменить военную стратегию по всей Европе после побед Швейцарии над численно превосходящими войсками герцога. Гевальтауфен оказался эффективной швейцарской военной стратегией против превосходящих бургундских сил. До этого момента в битвах доминировала кавалерия, которая могла легко одолеть пехоту на поле боя. Однако в новой тактике длинные копья использовались для противодействия и защиты от кавалерии с замечательным успехом, что ознаменовало собой ключевой сдвиг в военной истории и склонило чашу весов в пользу пехотных войск.

## Последствия

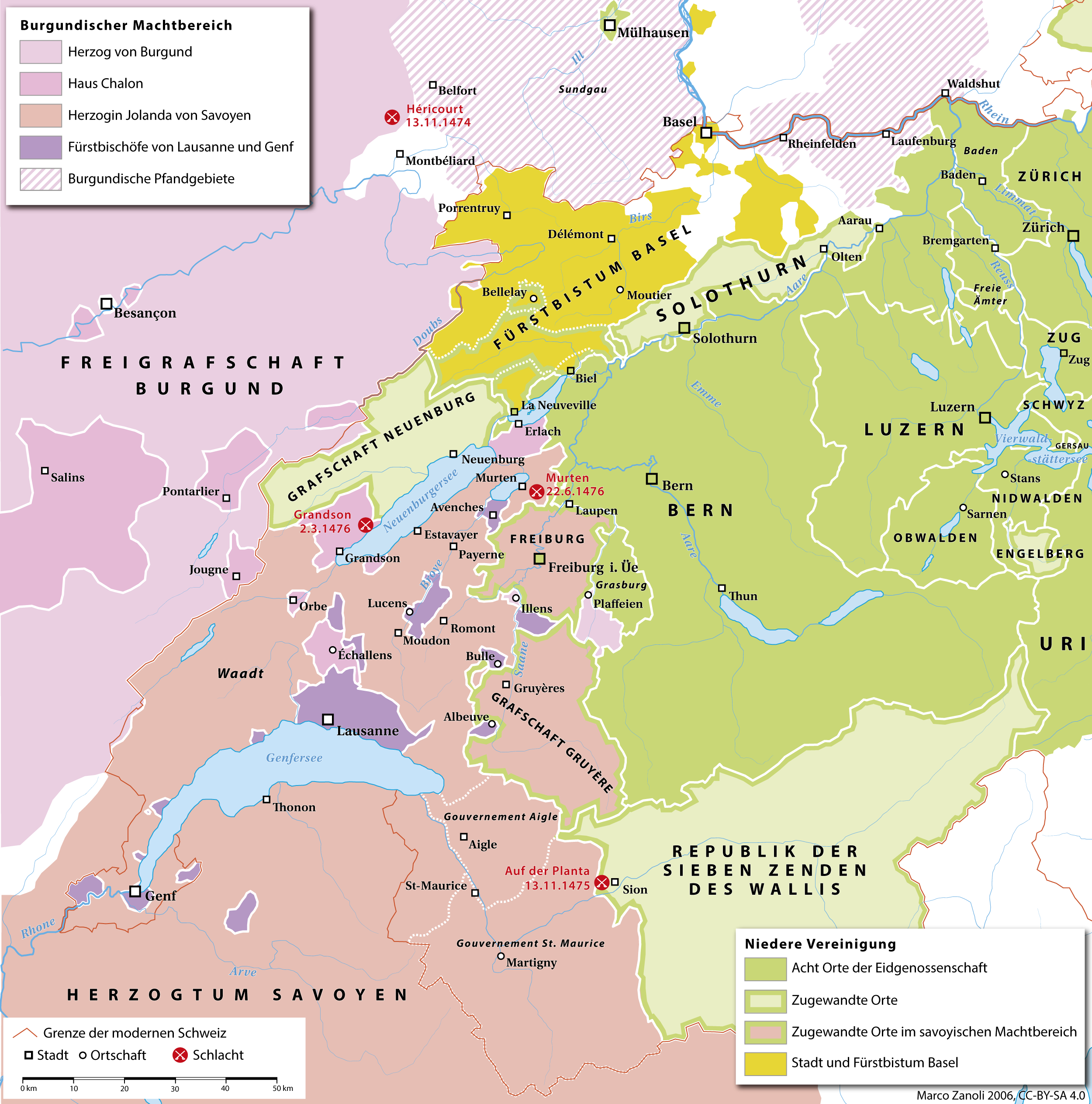
Бургундская война

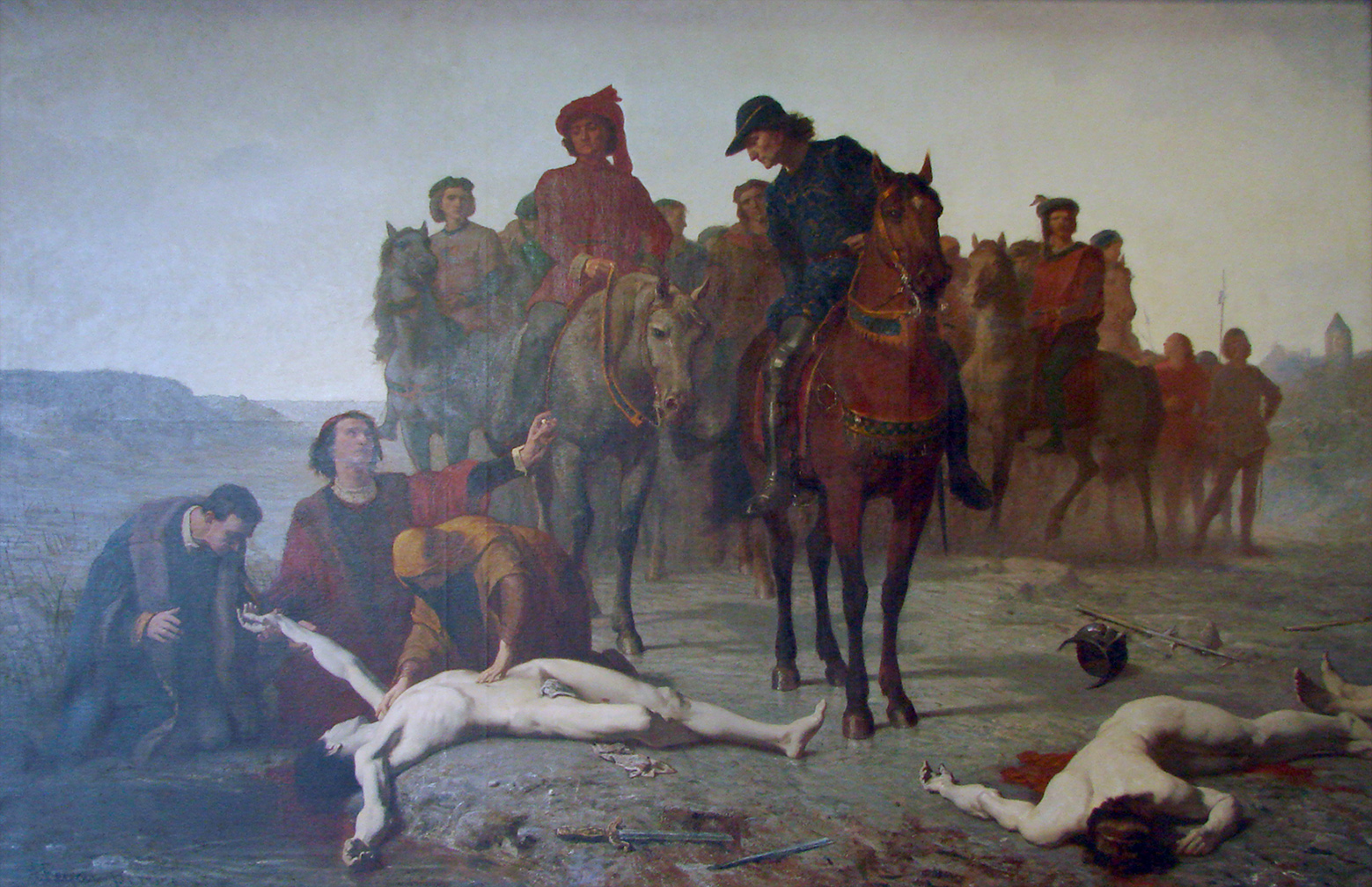
Огюст Перенн. «Обнаружение тела Карла Смелого после битвы при Нанси». 1865 г.

Со смертью Карла Смелого династия герцогов Бургундии пресеклась, его владения сотрясли широкомасштабные восстания. Он оставил единственную дочь Марию, которая была замужем за сыном императора Фридриха III Максимилианом Габсбургом. Между Габсбургами и королём Франции развернулась борьба за бургундское наследство. По Аррасскому миру 1482 года бывшая территория Бургундии была разделена: Габсбурги получили Нидерланды и Люксембург, а король Франции — собственно Бургундию, Франш-Конте и Пикардию. В 1493 году по договору в Санлисе Франш-Конте было также передано Габсбургам за поддержку французского короля Карла VIII в его походе в Италию.
Крах Бургундии позволил королю Франции объединить своё государство и превратить его в централизованную монархию, претендующую на гегемонию в Западной Европе. Для Австрии присоединение бургундских Нидерландов, Люксембурга и Франш-Конте стало первым шагом на пути к созданию мощной многонациональной державы.
Победы швейцарских войск над силами Бургундии, одного из сильнейших европейских государств, резко подняли военный престиж Швейцарии, создав швейцарским солдатам репутацию непобедимых. Начиная с эпохи Бургундских войн швейцарские наёмники стали крайне активно привлекаться на военную службу в другие государства Европы. Вербовке особенно благоприятствовала система пенсий, выплачиваемых знати, и эта практика получила распространение. Многие молодые люди предпочитают оставить свою профессию и заняться военным делом. Согласно цюрихской хронике, "[…] в страну поступило много денег. что способствовало общественному благосостоянию.
Мария Бургундская возвращает себе Франш-Конте, выкупив его у кантонов за 25 тыс. флоринов во время Цюрихского конгресса в январе 1478 года.
В 1476 году кантоны продали Во герцогству Савойя за 50 тыс. флоринов, а в 1479 году они отказались от Франш-Конте в пользу Франции в обмен на 150 тыс. флоринов от Людовика XI. Это можно объяснить недоверием других кантонов к бернскому экспансионизму. Берн и Фрибур держали Морат, Грансон, Эшаллен и Орбе в общих бейливиках, которые образовывали байляж Орб-Эшаллен. Берн сохранил за собой Эгль, превратив его в правительство Эгля и Серлье. Епископ Сиона и Валесанцы сохранил Ба-Вале. Таким образом, Большой Сен-Бернар перешёл под контроль союза.
Война нарушила баланс сил между сельскими кантонами (Ури, Швиц, Унтервальден и Гларус) и городскими кантонами (Цюрих, Берн, Люцерн, Цуг), которые успешно вели войну. Города Фрайбург и Золотурн, принимавшие участие в конфликте, пожелали войти в союз. Сельские кантоны выступили против этого, и политика, проводимая городскими кантонами, в том числе подписанный с городами 23 мая 1477 г. договор о комбуржуазии, вызвала недовольство и восстания (Saubannerzug). Споры о Драйцен Орте едва не привели к войне, конфликт был решён Штанским договором 1481 года, дополненным подписанным в тот же день договором о союзе с Фрибургом и Золотурном.
Король Франции остался в выигрыше: смерть герцога лишила угрозы его совместного нападения с англичанами; в королевский домен вошли герцогство Бургундское, Пикардия, Артуа и Фландрия.